# 1990 (The Temptations)
1990 è un album del gruppo musicale statunitense The Temptations, pubblicato dalla Gordy, un'etichetta discografica della Motown, il 7 dicembre 1973.
L'album è prodotto da Norman Whitfield, che è anche compositore di tutti i brani, mentre gli arrangiamenti sono curati da Paul Riser.
Dal disco vengono tratti i singoli Let Your Hair Down e, l'anno seguente, Heavenly e You've Got My Soul on Fire.
Il brano conclusivo, Zoom, ha una durata di quasi 14 minuti.

## Tracce
Lato A
1. Let Your Hair Down – 2:40
2. I Need You – 3:05
3. Heavenly – 3:57
4. You've Got My Soul on Fire – 3:53
5. Ain't No Justice – 6:08

Lato B
1. 1990 – 4:06
2. Zoom – 13:42